# ما آشوب هستیم
ما آشوب هستیم(انگلیسی: We Are Chaos) یازدهمین آلبوم استودیویی توسط گروه موسیقی راک اهل ایالات متحده آمریکا مریلین منسون است. این آلبوم در ۱۱ سپتامبر ۲۰۲۰ منتشرشد. مریلین منسون و شوتر جنینگز تهیه آلبوم را بر عهده داشته‌اند. این آلبوم پس از انتشار با موفقیت چشمگیر و تجاری روبرو شد و بیشتر نظرات مثبتی را از طرف منتقدان موسیقی کسب کرد و اولین آلبوم رتبه یک آنها در پرتغال و همچنین اولین اثر رتبه یک آنها در استرالیا از زمان حیوانات مکانیکی در سال ۱۹۹۸ شد.